# لونجة والغول (رواية)
لونجة والغول هي رواية للكاتبة والأديبة الجزائريّة زهور ونيسي، تمّ إصدارها سنة 1993 واختارها اتحاد الكتاب العرب ضمن أفضل 100 رواية عربية صدرت في القرن العشرين. تسترجعُ رواية لونجة والغول قيم النضال والقيم الإسلاميّة العليا، وتستعيد سير البطولة والمقاومة، وتعرض قضايا تاريخيّة سياسيّة واجتماعيّة، وذلك عن طريق سرد أحداث ثورة التحرير والحياة، وقد تناولت الرواية الموروث الشعبيّ الجزائريّ.

## ملخّص الرواية
تعكس الرواية حال الجزائر قبل اندلاع الحرب وأثناءها، وتمّ التركيز على عائلة تعيش في فقر شديد، وتبيّن من خلالها الفقر والحزن والحرمان الذي كانت تعاني منه غالبيّة الطبقات حيث تمّ حرمان الشعب الجزائري من حريته ونهب خيراته، من أجل جعل الجزائر الوطن الثاني لفرنسا. استطاعت الراوية أن تجعل من بطلة الرواية «مليكة» التي عاشت تحت ظروف صعبة رمزًا للجزائر التي تُعاني من المحن وعدم الاستقلال، إلى أن أتى اليوم الذي وصل فيه الغضب أقصاه، فقرّر الشعب الجزائري أن يكافح ويناضل لكي يسترجع حقّه وكرامته وحرّيته المسلوبة، فانتفض ثائرًا ووقف أمام وجه العدو رافضاً جميع أنواع الأذيّة والذل الذي يعيش تحته، وهكذا تمّ تخليص كلّ الشعب الجزائري. 

## البنية السرديّة
البنية السرديّة في رواية لونجة والغول لزهور ونيسي، تعرض  قضايا تاريخيّة و سياسيّة و اجتماعيّة وذلك عن طريق سرد أحداث ثورة التحرير و الحياة،  وتناولت الرواية الموروث الشعبي الجزائري فقد عالجت تقنيات السرد و مكوّناته والفصل التطبيقي، تطرّقت فيه لتجلّيات البنية السرديّّة و الموروث الشعبي في الرواية، وتوصلت في نهاية البحث لعدّة نتائج منها: عودة الكاتبة للموروث الشعبي كوسيلة لبلوغ أهدافها وتعكسها في بطلة الرواية، حيث كانت كثيرا ما تحاور نفسها وتشكو همّها لذاتها. 